# Monteforte Cilento
Monteforte Cilento är en ort och kommun i provinsen Salerno i regionen Kampanien i Italien. Kommunen hade 545 invånare (2017).